# Filipe Gouveia
António Filipe de Sousa Gouveia, noto semplicemente come Filipe Gouveia (Porto, 12 maggio 1973), è un allenatore di calcio ed ex calciatore portoghese, di ruolo centrocampista.

## Palmarès

### Giocatore

#### Competizioni nazionali
- Campionato portoghese: 1

Boavista: 2000-2001